# Pratieghi
Pratieghi è una frazione del comune italiano di Badia Tedalda, nella provincia di Arezzo, in Toscana, ricadente nel versante adriatico della penisola (bacino del fiume Marecchia la cui foce si trova a Rimini).

## Geografia fisica
Situata a 871 metri sul livello del mare, dista 14,7 km dal capoluogo comunale. Nei pressi della frazione si trovano le sorgenti del fiume Marecchia e l'Area naturale protetta di interesse locale Nuclei di Taxus Baccata di Pratieghi. Il paese sorge su una piana compresa tra il Poggio o Monte della Zucca e il Poggio Tre Vescovi, i cui crinali la dividono rispettivamente dalla val Tiberina e dalla valle del Senatello.

## Storia
La prima attestazione relativa a Pratieghi risale al 1256, quando è citato come "castrum con torri". L'antico castello, oggi distrutto, fu come gli altri castelli della zona di Badia Tedalda possedimento dei conti di Montedoglio fino al XIV secolo, quando il controllo dell'area passò a Uguccione della Faggiola e da lui al figlio Nieri, seguace dei Visconti di Milano, cui nel 1353 fu confermato da un trattato di pace tra questi e la Repubblica Fiorentina il possesso di 72 ville e castelli.  Tornato ai Montedoglio, il castello di Pratieghi fu formalmente ceduto con atto del 10 luglio 1490 dai conti Bartolommeo, Jacopo e Chelio alla Repubblica Fiorentina unitamente ai castelli di Montedoglio e Badia Tedalda, i cui abitanti si erano tuttavia spontaneamente assoggettati al Comune di Firenze già dall'anno precedente.
Pratieghi, dopo aver fatto parte del comune di Pieve Santo Stefano, è entrato a far parte di quello di Badia Tedalda nel 1775. Contava 251 abitanti nel 1551, 124 nel 1745, 134 nel 1833, 157 nel 1845 e 169 nel 1849. In epoca più recente, nel 1981 gli abitanti risultavano 173 nel territorio della frazione e 167 nel centro abitato, mentre i censimenti del 2001 e del 2011, che riferiscono i dati del solo centro abitato, calcolano la popolazione di Pratieghi rispettivamente in 112 e 86 abitanti.

## Monumenti e luoghi d'interesse

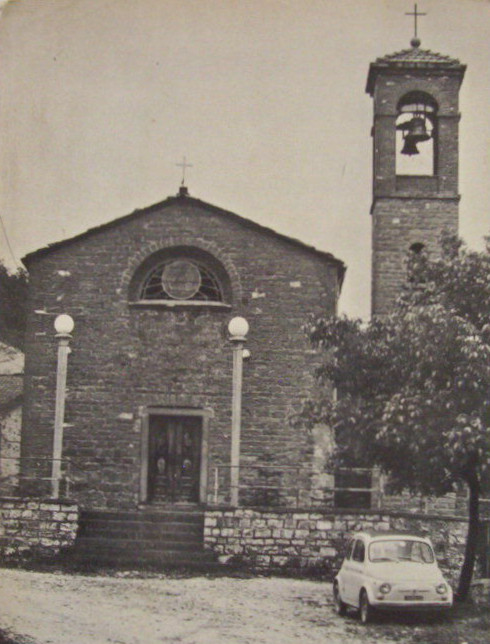
La chiesa di Santa Maria a Pratieghi in una cartolina postale del 1973

- Pieve dedicata alla patrona Santa Maria, citata già nel 1489, probabilmente situata sul soprastante poggio nel quale sorgeva il castello e ricostruita nell'attuale posizione agli inizi del XX secolo.[9] Contiene un fonte battesimale del 1566 ed ospitava fino ad anni recenti i registri parrocchiali con battesimi, matrimoni e morti a partire dal 1594-1595.[2]

- Ospizio dei frati Minori Francescani (XVII sec.), ora abitazione privata.

## Cultura
Pratieghi è il soggetto di due disegni a penna ad inchiostro acquerellato su carta bianca realizzati nel 1616 da Remigio Cantagallina. Si tratta de Il borgo di Pratieghi, oggi al British Museum di Londra, e de La pieve di Pratieghi, venduto da Christie's a New York nel 2013 ad un collezionista privato come View of the countryside around the village of Pratieghi, with an artist sketching in the foreground.

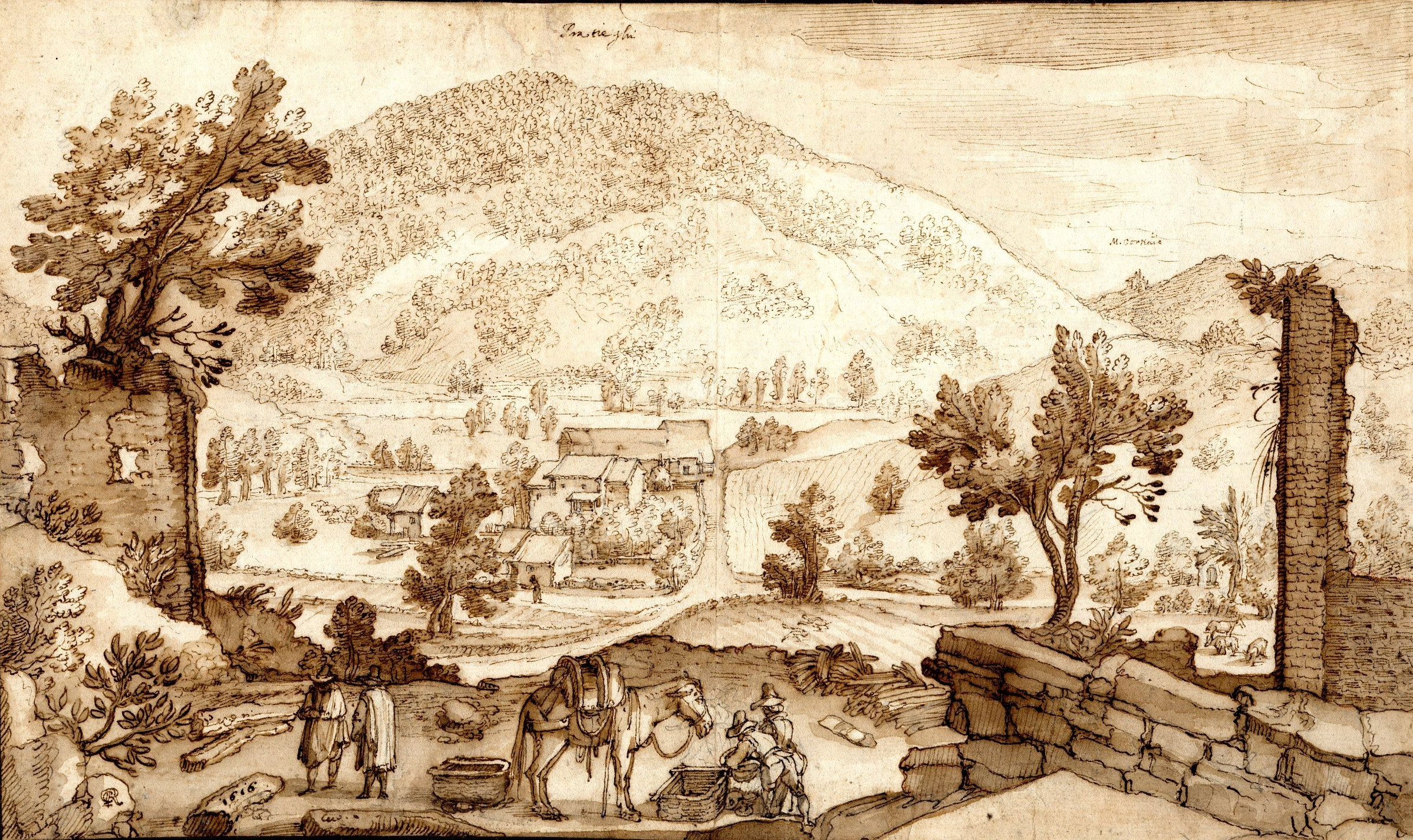
Remigio Cantagallina, Il borgo di Pratieghi, 15 luglio 1616, Londra, British Museum.
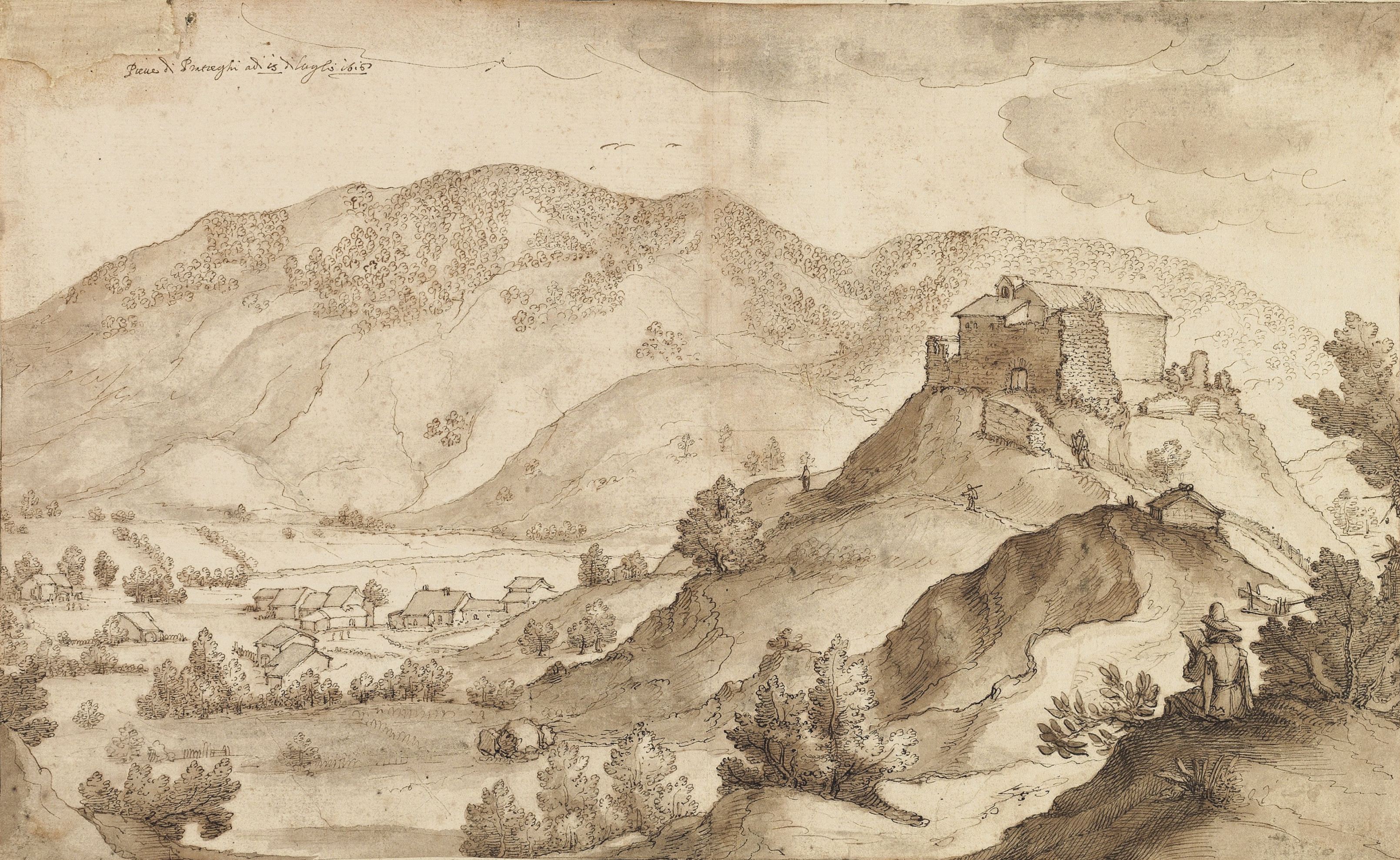
Remigio Cantagallina, La pieve di Pratieghi, 1616.